# 平山城

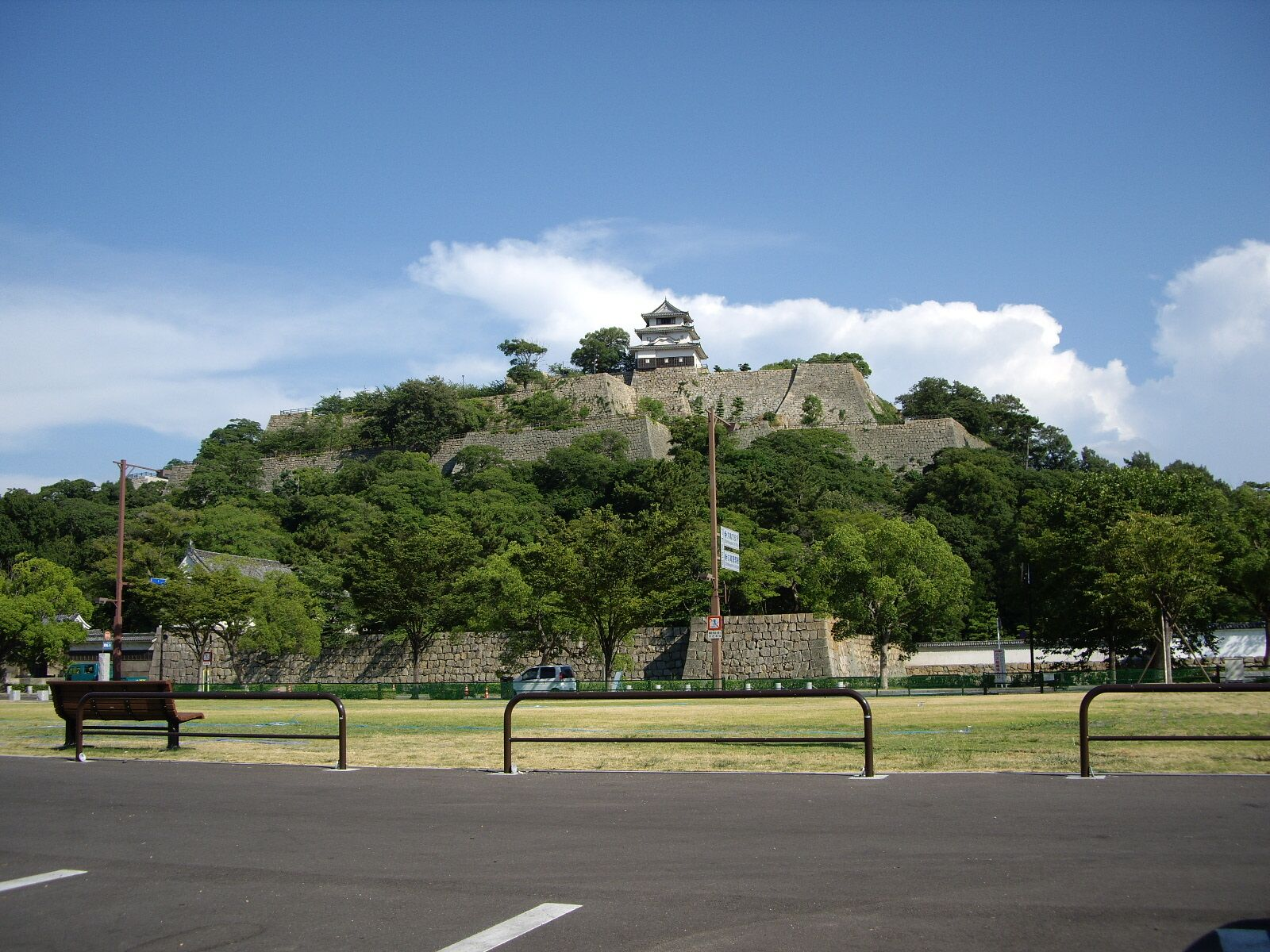
平山城範例（丸龜城）

平山城（ひらやまじろ、ひらやまじょう）是建造於平原中的獨立山體或是丘陵地之上的城堡。它是由江戶時代的軍事學者基於地形所做的一種城堡分類法。平山城若是讀作「ひらさんじろ」時係指「丘城」。

## 概要
直到戰國時代的防禦建築以山城為主流，而戰國末期逐漸出現平山城以及平城的構築模式，並到江戶時代為止累積了相當的數量。兼具有軍事防禦、行政中樞功能，以及達到領地經濟中心的作用。
江戶城、大阪城、姫路城、仙台城、熊本城等大多數近世城郭皆屬此類，現今列選為日本100名城之中，包含沖繩的首里城共有51座。但是低山、丘陵與平原地形之間難有明確的界線，所以也會有處於模糊地帶而被分類為平城（如江戶城或大阪城等）的事例。

## 構造

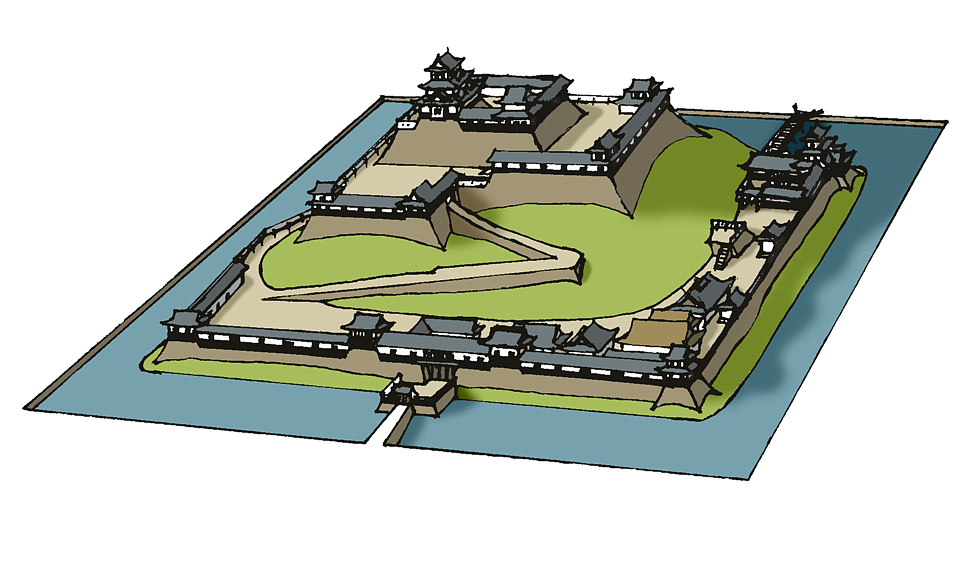
平山城的簡略圖

戰國時期的丘城（おかじろ）設計只建在舌狀台地或較高的山丘上。近世平山城會於丘城的山麓上設置曲輪。如右圖般建於山麓的曲輪包圍或附屬山丘上的曲輪形式，可在丸龜城、姬路城等處看到。同樣室町末期開始普及的平城一樣形成城下町並起到防禦作用。

## 由來
戰國末期的山城是將家臣的宅邸建於山腰處，使其及其家人居處於此並作為人質，城主亦會居住於建於主郭的宅邸。上杉氏的春日山城、毛利氏的吉田郡山城、織田信長的安土城等皆是如此。其中安土城的設計是在全石牆的城郭上建造高層天守或並排的櫓，之後經過豐臣秀吉普及成近世城郭的樣貌。
平山城的出現源於作戰戰法的改變，戰鬥由中世紀、戰國時代為止的冷兵器近戰，隨著戰國末期槍炮普及拉長了作戰距離，過去山城的設計會限制了容納量以及可動員人數。
有些山城被改建或移建至平山城，主要設施也轉移到地勢較低處。小田原城就是由山頂的山城和山麓的城下町隨規模擴張而融為一體，其後大規模地移行至平山城的例子。

## 關連項目
- 城
- 山城
- 平城
- 日本城堡列表

## 腳注

### 出典
1. ↑  財団法人日本城郭協會監修『日本100名城』學習研究社 2007年
2. ↑  西ヶ谷恭弘編著『城郭の見方・調べ方ハンドブック』東京出版 2008年
3. ↑  平井聖監修・三浦正幸ほか執筆『城 6 中國』毎日新聞社 1996年
4. ↑  三浦正幸『城のつくり方図典』小學館 2005年